# Futurama (Presses de la Cité)
Pour les articles homonymes, voir Futurama (homonymie).
Futurama est une collection de science-fiction des Presses de la Cité, dirigée par Jean-Patrick Manchette de 1976 à 1979.

## Liste des titres

### Première série

#### Années 1970

##### 1974
1. Soleil vert (Make room ! Make room !, 1966) par Harry Harrison, traduction par Emmanuel de Morati (couverture par John Solie/MGM) (BNF 34566960)
2. Les Guerriers de Day (The Warriors of Day, 1951) par James Blish, traduction par Renaud Bombard (BNF 34565490)

##### 1975
1. Qui ? (Who ?, 1958) par Algis Budrys, traduction par Pierrick Gaillard (BNF 34571062)

##### 1976
1. Lune fourbe (Rogue Moon, 1960) par Algis Budrys, traduction par Mélissa Manchette (BNF 34574982)
2. Les Maîtres du labyrinthe (Masters of the maze, 1965) par Avram Davidson, traduction par Philippe Sabathé (BNF 34550459)
3. S.O.S. Terre (The Falling Torch, 1959) par Algis Budrys, traduction par Philippe Sabathé (BNF 34557464)

### Deuxième série

#### Années 1970
| Sommaire : | - Haut - 1976 - 1977 - 1978 - 1979 |

##### 1976
1. Cycle de feu (Cycle of fire, 1957) par Hal Clement, traduction par Daphné Halin  (ISBN 2-258-00143-9)
2. Le Rat blanc (Fugue for a darkening island, 1972) par Christopher Priest, traduction par Nathalie Gouyé  (ISBN 2-258-00144-7)
3. Le Prophète perdu (Some will not die, 1961) par Algis Budrys, traduction par Chantal Jayat  (ISBN 2-258-00142-0)
4. Virus (The stone that never came down, 1973) par John Brunner, traduction par Philippe Sabathé  (ISBN 2-258-00145-5)

##### 1977
1. Le Dramaturge (The Dramaturges of Yan, 1971) par John Brunner, traduction par Claude Gilbert (couverture par Serge Clerc)  (ISBN 2-258-00195-1)
2. Cavalière des étoiles (Star rider, 1973) par Doris Piserchia, traduction par Odile Sabathé-Riklin (couverture par Serge Clerc)  (ISBN 2-258-00196-X)
3. L'Homme total (The Whole man/Endless shadow, 1964) par John Brunner, traduction par Mélissa Manchette (couverture par Serge Clerc)  (ISBN 2-258-00218-4)
4. Fils de l'espace (Star ship/The Space born, 1955) par E. C. Tubb, traduction par Nathalie Gouyé (couverture par Serge Clerc)  (ISBN 2-258-00219-2)
5. Les Anges de l'ombre (More things in heaven, 1973) par John Brunner, traduction par Bernard Godec  (ISBN 2-258-00256-7)
6. Les Immortels (The Immortals, 1962) par James E. Gunn, traduction par Odile Sabathé-Ricklin (couverture par Serge Clerc)  (ISBN 2-258-00257-5)
7. Polymath (Polymath, 1974) par John Brunner, traduction par Odile Sabathé-Ricklin (couverture par Serge Clerc)  (ISBN 2-258-00320-2)
8. Le Maître du réseau (Patternmaster, 1976) par Octavia E. Butler, traduction par Odile Sabathé-Ricklin (couverture par Serge Clerc)  (ISBN 2-258-00321-0)

##### 1978
1. La Terre des guerrières (Mutiny in space, 1964) par Avram Davidson, traduction par Mélissa Manchette (couverture par Denis Sire)  (ISBN 2-258-00361-X)
2. L'Esprit de la chose (The Mind thing, 1961) par Fredric Brown, traduction par Chantal Jayat (couverture par Denis Sire)  (ISBN 2-258-00362-8)
3. L'Abominable Ver télépathe (The E.S.P. worm, 1970) par Robert Margroff et Piers Anthony, traduction par Jacques Martinache (couverture par Denis Sire)  (ISBN 2-258-00373-3)
4. Le Loup des étoiles (Rogue in space, 1957) par Fredric Brown, traduction par Philippe Sabathé (couverture par Denis Sire)  (ISBN 2-258-00374-1)
5. Gomorrhe (Gomorrah, 1974) par Marvin Karlins (en) et Lewis Andrews, traduction par Odile Sabathé-Ricklin (couverture par Denis Sire)  (ISBN 2-258-00395-4)
6. Le Jour où la guerre s'arrêta (Ground zero-man, 1971) par Bob Shaw, traduction par Philippe Sabathé (couverture par Denis Sire)  (ISBN 2-258-00396-2)
7. Le Démon de Maxwel (Maxwell's demon, 1976) par Martin Sherwood, traduction par Jacques Martinache (couverture par Denis Sire)  (ISBN 2-258-00454-3)
8. Kuldesak (Kuldesak, 1972) par Richard Cowper, traduction par Jacques Martinache  (ISBN 2-258-00455-1)

##### 1979
1. La Grande Caravane (Ships to the stars, 1957), par Fritz Leiber, traduction par Chantal Jayat  (ISBN 2-258-00492-6)
2. Le Primitif (The Primitive, 1977), par E. C. Tubb, traduction par Jacques Potot  (ISBN 2-258-00491-8)
3. Adieu planètes ! (Endless voyage, 1975), par Marion Zimmer Bradley, traduction par Michel-Courtois Fourcy  (ISBN 2-258-00512-4)
4. L'Empereur des derniers jours (The Emperor of the last days, 1977), par Ron Goulart, traduction par Jacques Martinache (couverture par Léo Aarons)  (ISBN 2-258-00513-2)
5. Permutation mentale (Mind switch, 1979), par Damon Knight, traduction par Jacques Martinache (couverture par José de Huéscar)  (ISBN 2-258-00554-X)
6. Alternatives (Destiny times three, 1945), Fritz Leiber, traduction par Odile Sabathé-Ricklin  (ISBN 2-258-00555-8)
7. Les Avaleurs de vide (Riding the torch, 1974), par Norman Spinrad, traduction par Jacques Martinache  (ISBN 2-258-00599-X)
8. Sacré Cyborg ! (The Wicked Cyborg, 1978), par Ron Goulart, traduction par Jacques Martinache (couverture par José de Huéscar)  (ISBN 2-258-00600-7)

#### Années 1980
| Sommaire : | - Haut - 1980 - 1981 - 1982 |

##### 1980
1. La Rivière du crépuscule (The Twilight river, 1979), par Gordon Eklund, traduction par Chantal Jayat  (ISBN 2-258-00666-X)
2. Le Tery (The Tery, 1973), par Francis Paul Wilson, traduction par Philippe Sabathé  (ISBN 2-258-00667-8)
3. Les Cahiers de Redward Edward (The Redward Edward papers, 1978), par Avram Davidson, traduction par Jacques Martinache  (ISBN 2-258-00743-7)
4. Séparation de corps (Dr. Scofflow, 1979), par Ron Goulart, traduction par Philippe Sabathé (couverture par Charles Rau)  (ISBN 2-258-00744-5)

##### 1981
1. Au secours ! Je suis le Dr Morris Goldpepper (The Best of Avram Davidson, 1981), par Avram Davidson, traduction par Jacques Martinache (couverture par José de Huéscar)  (ISBN 2-258-00847-6)
2. La Vallée du temps perdu (Outerworld, 1979), par Isidore Haiblum, traduction par Chantal Jayat (couverture par José de Huéscar)  (ISBN 2-258-00848-4)

##### 1982
1. L'Héritière des étoiles (Legacy, 1980), par Joan D. Vinge, traduction par Odile Ricklin (couverture par José de Huéscar)  (ISBN 2-258-00995-2)
2. Le Volcryn (Night flyers, 1981), par George R. R. Martin, traduction par Odile Ricklin  (ISBN 2-258-00996-0)